# Stefan Ryniewicz

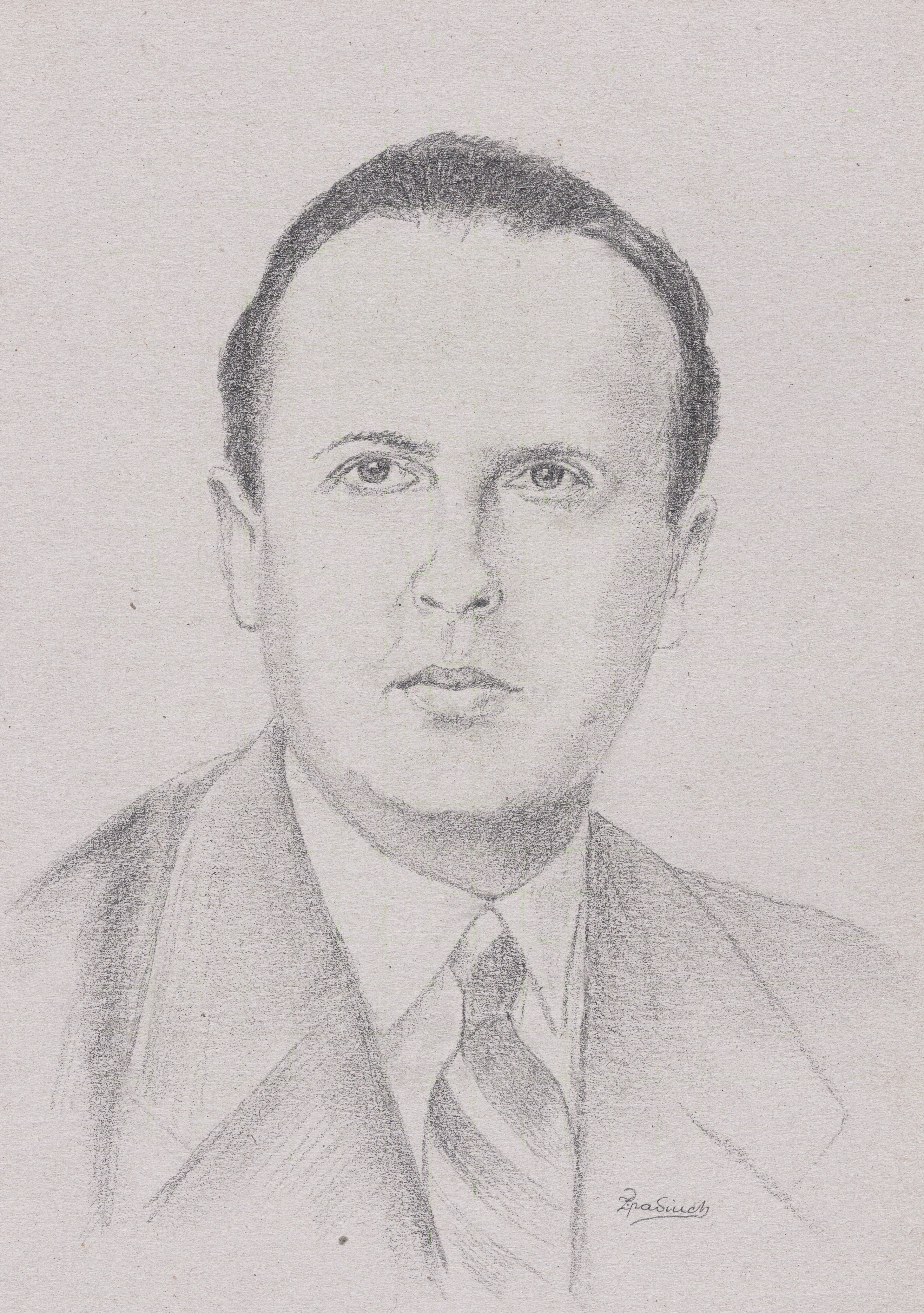
Stefan Ryniewicz

Stefan Jan Ryniewicz (* 26. Dezember 1903 in Tarnopol, Galizien in Österreich-Ungarn; † 9. März 1988 in Buenos Aires, Argentinien) war ein polnischer Diplomat, u. a. Stellvertreter des polnischen Gesandten in Bern in den Jahren 1938–1945. Er war Mitglied der Ładoś-Gruppe – eines informellen Kreises der polnischen Diplomate und Vertreter der jüdischen Organisationen, die zur Rettung der Juden vor dem Holocaust eine große Anzahl lateinamerikanischer Pässe illegal herstellten. Ryniewicz spielte eine entscheidende Rolle bei der Gewinnung der Diplomaten anderer Staaten für die Passoperation.

## Leben und Wirken
Ryniewicz wurde in Tarnopol geboren. Er besuchte ein Gymnasium in Lemberg. Ende der 1920er Jahre heiratete er Zofia geborene Zasadni. Das Ehepaar hatte zwei Söhne: Jan Christian (1931–1989) und Tomasz Maria (1934–1983), der später den Namen Vanryn verwendete. Die Nachkommen von Ryniewicz leben heute in Argentinien und den USA.
1928 begann Ryniewicz seine Arbeit als Mitarbeiter und dann als Leiter der Konsularabteilung der polnischen Gesandtschaft in Bern, wo er bis 1933 arbeitete. Danach war er Mitarbeiter im Büro von Außenminister Józef Beck und von 1935 bis 1938 Konsul und Leiter der Konsularabteilung der polnischen Botschaft in Riga, Lettland. Am 28. Dezember 1936 nahm er an einer Flugzeugkatastrophe unter Susiec teil, in der er verletzt wurde. Vom Dezember 1938 bis Juli 1945 arbeitete er erneut in der polnischen Gesandtschaft in Bern – zunächst als 1. Sekretär und dann als Botschaftsrat. In den Jahren 1940-45 war er Stellvertreter des Gesandten Aleksander Ładoś.

## Ładoś-Gruppe und „Passaffäre“
1940–1945 war Ryniewicz in die Tätigkeit der Ładoś-Gruppe involviert, die die lateinamerikanischen Pässe für die Juden in Ghettos im Nazi-besetzten Polen herstellte. Dank Pässen konnten deren Inhaber die Endlösung überleben – sie wurden nicht in Vernichtungs-, sondern in Internierungslager gebracht, wo sie gegen die in Alliierten Staaten inhaftierten Deutschen ausgetauscht werden konnten.
Die Blanko-Pässe wurden für Bestechungsgeld vom Honorarkonsul Paraguays und Berner Notar Rudolf Hüggli gekauft. Ein jüdischer Mitarbeiter der polnischen Gesandtschaft Dr. Juliusz Kühl brachte sie dann zur Konsularabteilung in der Thunstrasse 21, wo sie vom Konsul Konstanty Rokicki ausgefüllt wurden. Die Angaben zur Ausfüllung der Pässe – die Namenslisten mit Fotos – wurden von zwei jüdischen Organisationen aus den Ghettos im besetzten Polen geschmuggelt: RELICO von Abraham Silberschein und Agudat Israel von Chaim Eiss. Der Gesandte Aleksander Ładoś und Ryniewicz boten den diplomatischen Schutz für die gesamte Operation.
Im Januar 1943 verhörte die schweizerische Polizei Rudolf Hügli und nach einigen Monaten Kühl, Eiss und Silberschein. Die Einzelheiten über den Modus Operandi der Ładoś-Gruppe kommen vor allem von diesen vier Personen.
Nachdem die Gruppe von der Polizei aufgedeckt worden war, intervenierte Ryniewicz bei dem Chef der Schweizer Polizei Heinrich Rothmund, der als Hauptarchitekt der damaligen schweizerischen Ausländerpolitik galt. Ryniewicz teilte dem Polizeichef mit, dass die Teilnehmer der Operation aus humanitären Gründen handelten. Er überzeugte Rothmund, die Ermittlungen zu beenden. Obwohl Rothmund seine stark negative Einstellung zu der Operation unterstrich („Ich habe ihm Gefährlichkeit und Unhaltbarkeit von Pass Manövern sehr energisch dargelegt“), wurde Silberschein aus der Haft entlassen und die polnischen Diplomaten nicht zur Rechenschaft gezogen. In der Sache könnte ebenfalls das Gespräch zwischen dem Gesandten Ładoś und dem schweizerischen Außenminister Marcel Pilet-Golaz geholfen haben.
Ende 1943 deportierten die Nazis einen Großteil der Inhaber paraguayischer Pässe aus dem Internierungslager in Vittel nach Auschwitz-Birkenau, wo sie ermordet wurden. Die Exilregierung Polens und der Heilige Stuhl forderten dann Paraguay, sowie andere lateinamerikanische Regierungen auf, vorübergehend die Pässe anzuerkennen. In 1944 folgte Paraguay dieser Bitte, was wohl entscheidend für die Rettung von hunderten Passinhabern war, die sich immer noch im Internierungslager Bergen-Belsen befanden.
Die genaue Zahl der Menschen, die dank der Ładoś-Gruppe gerettet wurden, ist nicht bekannt. Laut Agudat Israel kann man von „mehreren Hundert Personen“ sprechen, während die Journalisten Zbigniew Parafianowicz und Michał Potocki die Zahl der Geretteten auf 400 Menschen einschätzen. Zu beachten ist, dass diese Menschen meistens religiöse Juden waren, die kaum Chancen hatten, in der Holocaust-Ära zu überleben.
Das Wissen über die lateinamerikanischen Pässe war im Warschauer Ghetto weit verbreitet und sie waren sogar das Thema des Gedichts „Pässe“ von Władysław Szlengel. Die Pässe wurden aber ausschließlich mit den jüdischen Organisationen in Verbindung gebracht, von denen die Dokumente unmittelbar geliefert wurden. Die Rolle der polnischen Gesandtschaft in Bern bei der Herstellung der Pässe war kaum bekannt. Die Teilnahme von Ryniewicz und Rokicki an der Operation wurde erst im August 2017 nachgewiesen, nachdem gleichzeitig die Artikel in der polnischen Dziennik Gazeta Prawna und in der kanadischen Tageszeitung Daily Globe & Mail erschienen waren.

## Späteres Leben
Als die polnische Gesandtschaft in Bern von der Koalitionsregierung übernommen worden war (Ładoś und Kühl waren ihre Anhänger), gab Ryniewicz die diplomatische Arbeit auf und sprach sich für die Polnische Exilregierung aus. Trotzdem blieben die Beziehungen zwischen Ryniewicz und Ładoś sowie Kühl gut. Alle blieben in der Schweiz, wo sie gemeinsam eine wirtschaftliche Tätigkeit führten. Sie trennten sich endgültig, nachdem Kühl in die USA ausreiste und Ładoś sowie Ryniewicz nach Frankreich. Später siedelte Ryniewicz nach Argentinien um, wo er zum Vorsitzenden des Polnischen Klubs (Club Polaco) in Buenos Aires wurde. Gleichzeitig führte er seine wirtschaftliche Tätigkeit, u. a. als Betreiber einer Autowaschanlage, weiter fort.
Am 31. Dezember 1972 wurde Ryniewicz mit dem Offizierskreuz des Orden Polonia Restituta ausgezeichnet – wahrscheinlich für seine Tätigkeit in der polnischen Diaspora in Argentinien und nicht für seine Verdienste während seiner Berner Zeit, die unbekannt waren. In der vom Exilpräsidenten Stanisław Ostrowski unterschriebenen Auszeichnungsurkunde befindet sich keine Begründung für die Ordensverleihung. Ryniewicz starb in Buenos Aires im 9. März 1988 und wurde auf dem Friedhof in Boulogne begraben.